# Atletisme als Jocs Olímpics d'Estiu de 1924 - cros per equips masculí
El cros per equips masculí va ser una de les proves del programa d'atletisme disputades durant els Jocs Olímpics de París de 1924. La prova es va disputar el 12 de juliol de 1924 i hi van prendre part sis nacions diferents que tenien un mínim de tres participants en la prova individual. Era la tercera i darrera vegada que aquesta prova formava part del programa olímpic.

## Medallistes
| Or                                                       | Plata                                                       | Bronze                                               |
| FinlàndiaPaavo Nurmi · Ville Ritola · Heikki Liimatainen | Estats UnitsEarl Johnson · Arthur Studenroth · August Fager | FrançaHenri Lauvaux · Gaston Heuet · Maurice Norland |

## Resultats
Els tres primers classificats de cada nació de la prova individual servien per determinar la classificació per equips.
Les extremes temperatures, properes als 40 °C, van fer que sols tres nacions finalitzessin la cursa amb el mínim de tres participants.
| Posició         | Equip              | Puntuació    | Total |
| Final           | Final              | Final        | Final |
| --------------- | ------------------ | ------------ | ----- |
| 1               | Finlàndia          | Finlàndia    | 11    |
| 1               | Paavo Nurmi        | 1            | 11    |
| 1               | Ville Ritola       | 2            | 11    |
| 1               | Heikki Liimatainen | 8            | 11    |
|                 | Väinö Sipilä       | DNF          |       |
| Eino Rastas     | DNF                |              |       |
| Eero Berg       | DNF                |              |       |
| 2               | Estats Units       | Estats Units | 14    |
| 2               | Earl Johnson       | 3            | 14    |
| 2               | Arthur Studenroth  | 5            | 14    |
| 2               | August Fager       | 6            | 14    |
|                 | James Henigan      | (11)         |       |
| John Gray       | DNF                |              |       |
| Verne Booth     | DNF                |              |       |
| 3               | França             | França       | 20    |
| 3               | Henri Lauvaux      | 4            | 20    |
| 3               | Gaston Heuet       | 7            | 20    |
| 3               | Maurice Norland    | 9            | 20    |
|                 | Robert Marchal     | DNF          |       |
| André Lausseigh | DNF                |              |       |
| Lucien Dolquès  | DNF                |              |       |
| —               | Espanya            | Espanya      | DNF   |
| —               | Fabián Velasco     | (13)         | DNF   |
| —               | Miguel Peña        | (14)         | DNF   |
| —               | José Andía         | DNF          | DNF   |
|                 | Jesús Diéguez      | DNF          |       |
| Amador Palma    | DNF                |              |       |
| Miquel Palau    | DNF                |              |       |
| —               | Regne Unit         | Regne Unit   | DNF   |
| —               | Ernie Harper       | (4)          | DNF   |
| —               | Arthur Sewell      | DNF          | DNF   |
| —               | John Benham        | DNF          | DNF   |
|                 | Eddie Webster      | DNF          |       |
| Joseph Williams | DNF                |              |       |
| —               | Suècia             | Suècia       | DNF   |
| —               | Edvin Wide         | DNF          | DNF   |
| —               | Sven Thuresson     | DNF          | DNF   |
| —               | Sidon Ebeling      | DNF          | DNF   |
|                 | Gösta Bergström    | DNF          |       |